# Percival Vega Gull

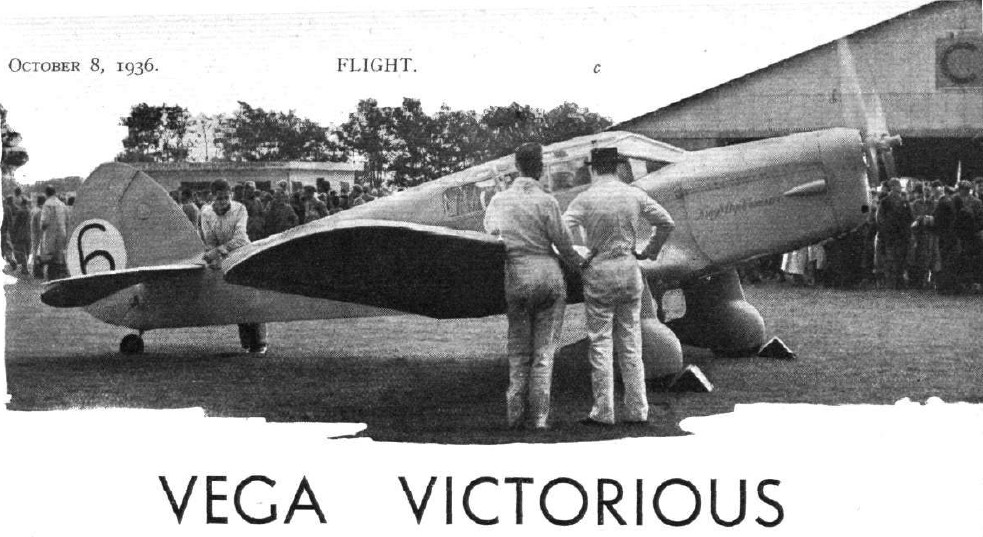
Percival Vega gull, winnaar van de Schlesinger Race van Portsmouth naar Johannesburg.

De  Percival Vega Gull  was een Engels eenmotorig laagdekker sportvliegtuig en militair trainingstoestel, ontworpen en geproduceerd door Edward Percival. De eerste vlucht van deze vierzitter was in november 1935. Het vliegtuig zette in de jaren 1930 vele records neer en won diverse races, waaronder de 9900 kilometer lange Schlesinger Race van Portsmouth naar Johannesburg.

## Ontwerp en historie
De Percival Vega Gull kwam voort uit de succesvolle Percival Gull uit 1932. De aanpassingen waren onder meer: een vierde zitplaats, flaps en dubbele besturing. De romp werd breder en de spanwijdte groter. Door aerodynamische verbeteringen (stroomlijning) was het vrijwel net zo snel als zijn iets kleinere voorganger. Tevens was het vliegbereik vergroot. De constructie was van hout met een doekbespanning en voorzien van een conventioneel vast landingsgestel met staartwiel. Om hangarruimte te besparen konden de vleugels achterwaarts worden weggevouwen. Hoewel de geheel houten constructie nadelen had wat betreft levensduur, stak de Vega Gull gunstig af ten opzichte van meer moderne ontwerpen.
De Percival Vega Gull heeft, zowel civiel als militair, over de gehele wereld dienst gedaan. Zowel in Europa, Afrika, Australië als in  Zuid Amerika.
Tijdens de Tweede Wereldoorlog werd de Percival Vega Gull grotendeels verdrongen door zijn opvolger, de Percival Proctor. De Proctor werd vooral gebruikt als militair trainingstoestel voor radiocommunicatie. Er zijn ruim 1100 exemplaren van de Proctor gebouwd.